# Одеська затока (Охотське море)
Одеська затока — затока Охотського моря на південно-східному березі острова Ітуруп. Затока розташована між двома мисами: мисом Ітопірикасі і мисом Одеський. Від затоки Добрий Початок затоку відокремлює півострів Атсонупурі, на якому розташований вулкан Атсонупурі висотою 1205 м.